# ياسوهيرو إيماغاوا
ياسوهيرو إيماغاوا (باليابانية: 今川泰宏؛ بالكانا: いまがわ やすひろ) هو رائد وكاتب سيناريو ومخرج ياباني، ولد في 24 يوليو 1961 في أوساكا في اليابان.

## وصلات خارجية
- ياسوهيرو إيماغاوا على موقع IMDb (الإنجليزية)
- ياسوهيرو إيماغاوا على موقع ميوزك برينز (الإنجليزية)
- ياسوهيرو إيماغاوا على موقع قاعدة بيانات الفيلم (الإنجليزية)
- ياسوهيرو إيماغاوا على موقع كينوبويسك (الروسية)
- ياسوهيرو إيماغاوا على موقع ANN person (الإنجليزية)